# Andróg
Andróg je bil eden Túrinovih izgnanskih tovarišev v Hurinovih otrocih.
Najprej Andróg ni maral Túrina, potem pa sta se spoprijateljila. Andróg je tudi tisti, ki je ustrelil maloškrata Khîma. Zato je moral (zaradi Mîmove kletve) zlomiti svoj lok in puščice in ni smel več prijeti loka, če ni hotel umreti s puščico v grlu, kar se je nazadnje kmalu tudi zgodilo, čeprav se je pred tem enkrat z Belegovo pomočjo obranil kletve.
Najprej ni posebno maral Húrina, potem sta postala tovariša.